# Muzeul Storck
Muzeul Storck este un film românesc din 1975 regizat de Ada Pistiner. Rolurile principale au fost interpretate de actorii Irina Petrescu.

## Distribuție
Distribuția filmului este alcătuită din:
- Irina Petrescu — voce comentariu